# Нибар-Девуар, Флоранс
Флора́нс Ниба́р-Девуа́р (фр. Florence Nibart-Devouard; 10 сентября 1968, Версаль, Франция) — французская учёная-генетик, бывший член Совета попечителей фонда Викимедиа.

## Биография
Флоранс родилась в Версале, но выросла в Гренобле, после этого она часто переезжала с места на место, в частности, жила в Антверпене и штате Аризона. По состоянию на 2008 год она живёт во французском Малентра (департамент Пюи-де-Дом). Замужем за Бертраном Нибар-Девуаром, имеет трёх детей: Вильяма, Анн-Гаэль и Тома́.
Получила диплом инженера-агронома в École nationale supérieure d’agronomie et des industries alimentaires, имеет степень магистра генетики и биотехнологий. Занималась исследованиями по улучшению генетики растений, а также биотехнологиями восстановления загрязнённого грунта. В настоящее время[когда?] работает во французской фирме, занимающейся разработкой инструментов поддержки принятия решений в области экологически рационального сельского хозяйства.
С 2002 года участвует во французском- и английском разделах Википедии под ником Anthere. В 2004 году избрана в Совет попечителей фонда Викимедиа. С октября 2006 по июль 2008 года была председателем Совета попечителей (после Джимбо Уэльса). В 2008 году приняла решение не избираться на очередной срок в Совет попечителей. В том же году была избрана в орган местного самоуправления Малентра.
16 мая 2008 года стала кавалером французского ордена «За заслуги», по предложению министра иностранных дел, как «председатель международного фонда».